# 大艾廷根
大艾廷根是德国巴伐利亚州的一个市镇。总面积39.05平方公里，总人口4854人，其中男性2435人，女性2419人（2011年12月31日），人口密度124人/平方公里。